# Sinclair Radionics Black Watch

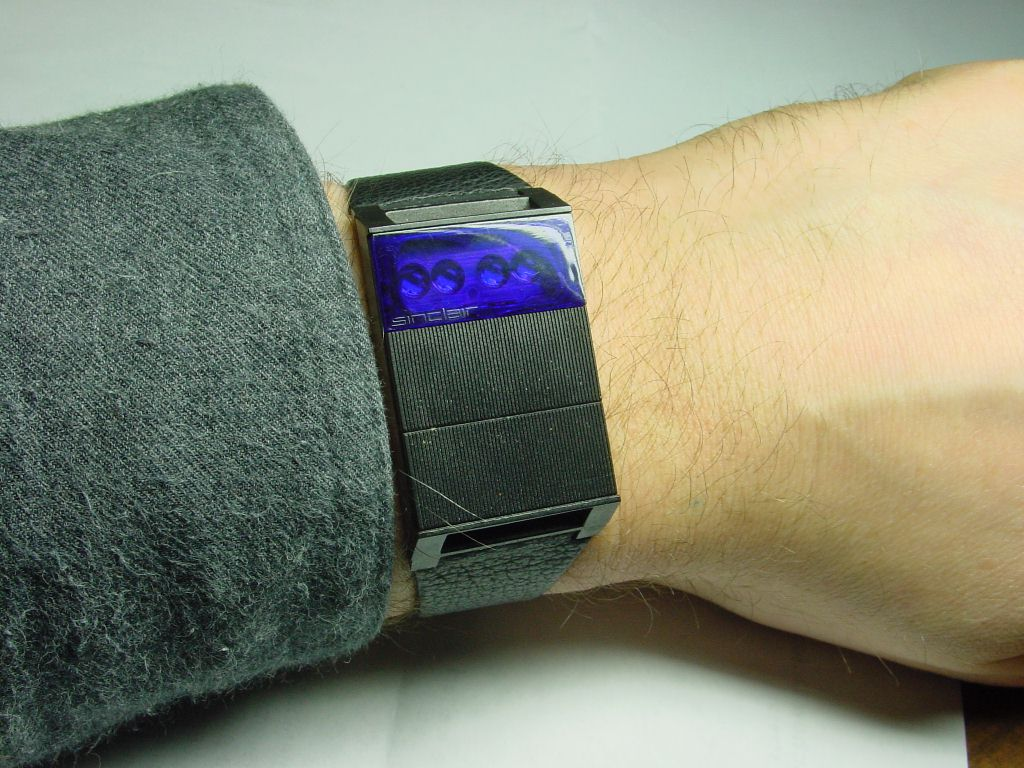
Black Watch

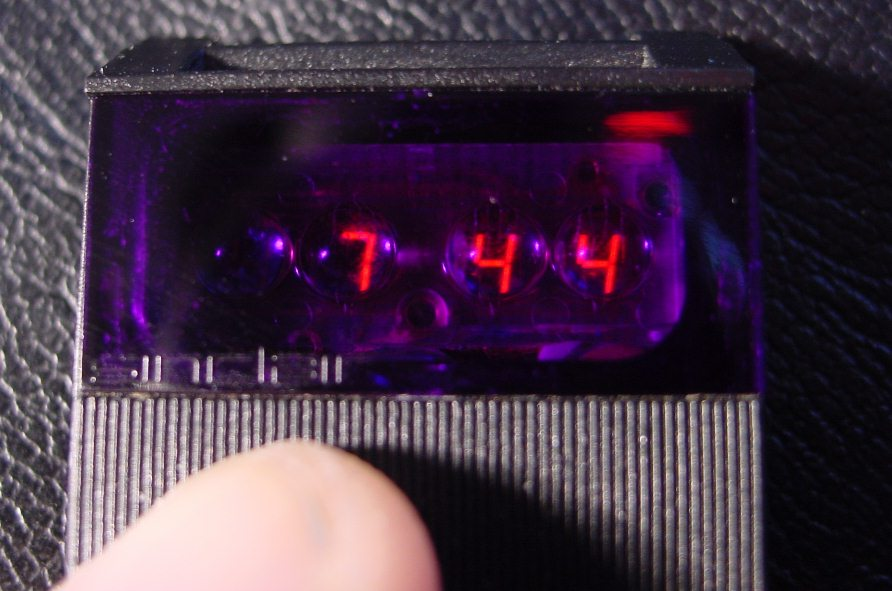
ユーザーが操作するBlack Watch

Black Watch（ブラックウォッチ）は、シンクレア・ラジオニクス（Sinclair Radionics）によって1975年9月に発売された電子腕時計である。
完成品の価格は24.95ポンドだったが、キットだと17.95ポンドで購入できた。
インフレーションを考慮して補正すると、2023年にこれらの価格はそれぞれ230ポンドと160ポンドである。
Black Watchは、標準仕様でプラスチックのバンドを付けて提供された。2.00ポンドを追加すると、黒いステンレス鋼のブレスレットを入手できた。

## 設計
Black Watchは、赤色LEDディスプレイを搭載していた。それは時計の筐体の表面を押した時だけ点灯した。
筐体のある部分を押すと、時間と分を表示した。筐体のもう一つの部分を押すと、分と秒を表示した。
Black Watchは、後に灰色と白色のものが入手できた。これらのバージョンは、日付機能も搭載していた。
この製品は、技術的問題に悩まされていた。短いバッテリー寿命、変化する精度、そして静電気ショックによって故障する可能性があった非常に敏感な集積回路。
それにもかかわらず、シンクレアの広告はこのように主張していた。
それが技術的な問題のように思えるなら結果を考えてください。Black Watchは、可動部分がないのです。故障するものがないのです。Black Watchは、最も精度の高い機械技術でも決して達成できない精度を提供しているのです。

## 反響
この時計は、深刻な固有の設計上の欠陥に苦しんでいた。
10日間しか寿命のない電池を搭載し、交換が困難であった 。
このことは、電池は一年持つという広告の主張に反していた。
Black Watchの水晶振動子は、温度に敏感であった。それによって周囲の温度に従って時計が異なった速度で動作することになった。
LED表示装置の輝度はかなり乏しく、明るい環境で見ることが困難であった。
筐体のスイッチは信頼性が低く、プラスチックの筐体を保持するための金具も同様に信頼性が低かった。
キット版の組み立てが電子工作愛好家にとって非常に難しいことも判明した。
大量のBlack Watchが修理や交換のために戻ってきた。
このことがシンクレアの顧客サービス部門を完全に打ちのめしてしまった。2年後まで修理を待っている時計が溜まったままになっていた。
この時計は、会社にとって商業的な大惨事となった。この時計は、1975-6年の売上高560万ポンドに対して35万5000ポンドの損失を出した（2023年において、インフレーションを考慮して補正すると、売上高50,910,000ポンドに対して3,230,000ポンドの損失である）。
政府の補助金がなければ、シンクレアは倒産していただろう。
この時計が失敗した後、シンクレア・ラジオニクスは、売れ残りや故障した時計の在庫を抱えていた。
この在庫を活かして、シンクレアは、Microquartz自動車用時計を1977年11月に発売した。
この自動車用時計は、Black Watchの回路を別の筐体に入れたものであり、自動車のダッシュボードに装着することを意図していた。
この新しい筐体は、Black Watchの欠陥のいくつかを解決した。そして、Microquartzはそれなりに売れた。